# アガピト・サンチェス
アガピト・サンチェス（Agapito Sánchez、1970年2月14日 - 2005年11月15日）は、ドミニカ共和国のプロボクサー。ラ・ビクトリア出身。元WBO世界スーパーバンタム級王者。
ファン・マヌエル・マルケスの強打を浴びながらもダウンを拒んだ試合やホアン・グズマンとの同国人同士の対決やマルコ・アントニオ・バレラにはダウンを奪いながらも敗れはしたがバレラをあと一歩まで追い詰めた試合は有名だが、後の世界6階級制覇王者でIBF世界スーパーバンタム級王者マニー・パッキャオとの王座統一戦では負傷判定で三者三様の引き分けに終わりながらもパッキャオの強打を封殺したことで注目を集めた。選手としてはバレラをダウンを奪ったカウンターは意外な一撃の威力がある。

## 来歴
1989年11月25日、プロデビュー。初回56秒TKO勝ちで白星でデビューを飾った。
1990年6月1日、エデゥアルド・ロペスと対戦し3回TKO勝ち。
1992年10月16日、ドミニカ共和国バンタム級王者フリオ・セサール・ペレスと対戦し12回判定勝ち。
1993年6月29日、ドミニカ共和国スーパーフライ級王者ビニシオ・ロサリオと対戦し10回KO勝ちで階級を下げながらも国内2階級制覇を達成した。
1994年5月28日、USBA全米スーパーバンタム級王者マックス・ゴメスと対戦し12回2-0の判定勝ちで王座獲得に成功した。
1994年10月29日、マウイ・ディアスと対戦し8回失格負けで初防衛に失敗し王座から陥落した。
1995年4月25日、WBCインターナショナルフェザー級王者ホセ・ペンタレソンと対戦し12回3-0の判定勝ちで王座獲得に成功した。
1995年8月22日、テキサス州サウス・パドレ・アイランドのシビック・センターでWBO世界スーパーバンタム級王者マルコ・アントニオ・バレラと対戦し、ダウンこそ拒否したがバレラに一方的に試合を支配されたが12回にダウンを奪って反撃するも12回0-3(107-118、106-119、109-118)の判定負けで王座獲得に失敗した。
1997年4月21日、グレート・ウェスタン・フォーラムでNABO北米フェザー級王者ファン・マヌエル・マルケスと対戦し12回0-3(107-120、110-117、108-119)の判定負けで王座獲得に失敗した。
1997年6月6日、後のWBC世界フェザー級王者セサール・ソトと対戦し2回1分24秒ドクターストップによるTKO負け。
1997年8月8日、IBAインターコンチネンタルフェザー級王座決定戦で後のWBA世界フェザー級王者フレディ・ノーウッドと対戦し12回0-3(2者が110-117、111-116)の判定負けで王座獲得に失敗した。
1998年4月20日、後のWBC世界フェザー級王者グティ・エスパダス・ジュニアと対戦し10回0-2(94-94、93-95)の判定負け。
1998年10月23日、後の世界2階級制覇王者のオスカー・ラリオスとWBOインターコンチネンタルスーパーバンタム級王座決定戦を行い5回TKO勝ちで王座獲得に成功した。
2000年6月17日、FECARBOX中米スーパーバンタム級王座決定戦をゲラルド・マルチネスと行い11回TKO勝ち。
2001年6月23日、MGMグランド・ガーデン・アリーナでホルヘ・モンサルヴォとWBO世界スーパーバンタム級王座決定戦を行い7回1分28秒KO勝ちで王座獲得に成功した。
2001年11月10日、サンフランシスコのビル・グラハム・シビック・アウディトリアムでIBF世界スーパーバンタム級王者マニー・パッキャオと対戦。2回にサンチェスがローブローで2点減点されると2回に偶然のバッティングでパッキャオが負傷し6回に再度バッティングが発生しパッキャオの右目の上の傷が悪化したため試合が終了。6回1分12秒1-1(57-55、56-56、54-58)の三者三様の引き分けに終わりIBF王座獲得に失敗したが、WBO王座初防衛に成功した。なお強固なディフェンスがパッキャオの強打を封殺したことが評価される形になった。
2002年に王座は剥奪され、2年間のブランクを作った。
2004年2月26日、サンディエゴのスポーツ・アリーナでWBO世界スーパーバンタム級王者ホアン・グズマンと対戦し7回1分5秒KO負けで2年ぶりの王座返り咲きに失敗した。
2004年12月11日、マンダレイ・ベイ・イベント・センターでWBCアメリカ大陸スーパーフェザー級王座決定戦をカルロス・ナバーロと行い11回1分57秒TKO負けで王座獲得に失敗した。
2005年7月22日、USBA全米スーパーバンタム級王者アートン・シモンヤンと対戦し5回1分30秒TKO勝ち。
2005年11月15日、サントドミンゴでガールフレンドと時間を過ごしている時に非番だった空軍の軍人に射殺された。35歳没。

## 獲得タイトル
- ドミニカ共和国バンタム級王座
- ドミニカ共和国スーパーフライ級王座
- USBA全米スーパーバンタム級王座
- WBCインターナショナルフェザー級王座
- FECARBOX中米スーパーバンタム級王座
- WBOインターコンチネンタルスーパーバンタム級王座
- WBO世界スーパーバンタム級王座（防衛1度=剥奪）